# Chirundinella magna
Chirundinella magna är en kräftdjursart som först beskrevs av Wolfenden 1911.  Chirundinella magna ingår i släktet Chirundinella och familjen Aetideidae. Inga underarter finns listade i Catalogue of Life.